# اورلووو (استان خاسکوو)
اورلووو (به بلغاری: Orlovo) یک منطقهٔ مسکونی در بلغارستان است که در شهرستان هاسکوفو واقع شده‌است.